# マルチン・コシュチャール
マルチン・コシュチャール（Martin Košťál 、1996年2月23日 - ）は、スロバキア・ノヴェー・ザームキ出身のプロサッカー選手。ŠKFセレヂ所属。ポジションは、ミッドフィールダー。

## 経歴
2016年3月19日、ドゥナイスカー・ストレダ戦でプロデビューを果たした。
2017年7月10日、ヴィスワ・クラクフと契約を結んだ。
2019年1月21日、ヤギエロニア・ビャウィストクと契約を結んだ。